# The Song Remains the Same (filme)
The Song Remains the Same é um filme-concerto da banda britânica de rock Led Zeppelin. A gravação ocorreu em 27, 28 e 29 de julho de 1973, no Madison Square Garden em Nova Iorque. O filme do concerto estreou nos cinemas em Nova Iorque no Cinema I, em 20 de outubro de 1976 e no West End Warner Cinema em Londres duas semanas depois. Foi lançado em VHS em 1990. A primeira edição em DVD saiu em 2002, com o filme e um trailer. 
Uma reedição do filme, incluindo cenas inéditas como bônus, e um DVD extra, foi lançado em DVD, HD DVD e disco blu-ray em 20 de novembro de 2007, pela Warner Home Video. Ainda, a trilha sonora foi lançada em vinil, em um conjunto de caixas com 4 unidades, em 180 gramas. Uma característica curiosa sobre a trilha sonora é que houve um maciço trabalho de edição, envolvendo o material das fitas dos 3 dias do concerto, principalmente em músicas como "Dazed and Confused" e "Whole Lotta Love". Os consumidores do site Amazon.UK chegaram a eleger que o disco póstumo How the West Was Won (2003) como um álbum ao vivo melhor que este. Mesmo assim, os fãs que não conheciam a banda em seu trabalho ao vivo (nem por meio de cópias piratas) apreciam muito este trabalho.

## Antecedentes
Desde o final de 1969, o Led Zeppelin estava planejando filmar uma de suas performances ao vivo para um filme-documentário projetado da banda. Seu gerente, Peter Grant, acreditava que seria melhor servido em tela grande do que pela televisão, porque ele considerava a qualidade do som do último como insatisfatória. A primeira tentativa foi a filmagem (por Peter Whitehead e Stanley Dorfman) da apresentação do Led Zeppelin no Royal Albert Hall, em 9 de janeiro de 1970, mas a iluminação foi considerada medíocre, e o filme foi arquivado (este filme foi posteriormente remasterizado e destaque no Led Zeppelin DVD, lançado em 2003).
Na manhã de 20 de julho de 1973, durante a turnê da banda dos Estados Unidos, Peter Grant fez um contato com Joe Massot, que já havia dirigido Wonderwall. Massot já era conhecida de Grant já que ele e sua esposa se mudaram para uma casa em Berkshire, em 1970, onde fez amizade com seus vizinhos, o guitarrista Jimmy Page e sua namorada Charlotte Martin. Grant já havia recusado ofertas de Massot para fazer um filme da banda, mas com o enorme sucesso de sua atual turnê, ele mudou de ideia e ofereceu-lhe o cargo de diretor. Como lembrou:
Tudo começou no Sheraton Hotel, em Boston. Nós conversamos sobre um filme por ano e Jimmy ficou sabendo que Joe Massot estava interessado — por isso, o chamamos e ele veio. Tudo foi arranjado muito rápido.
Massot apressadamente montou uma equipe em tempo para última etapa da turnê a partir de 23 de julho de 1973, em Baltimore. Em seguida, ele filmou três concertos do grupo no Madison Square Garden, nas noites de 27, 28, e 29 de julho de 1973. O filme foi inteiramente financiado pela banda e filmado em 35 mm com 24 canais de gravação de som quadrifônico. A filmagem ao vivo nos Estados Unidos sozinha custou 85,000 dólares.

## Faixas

### DVD
1. "Rock and Roll"
2. "Black Dog"
3. "Since I've Been Loving You"
4. "No Quarter"
5. "The Song Remains the Same"
6. "The Rain Song"
7. "Dazed and Confused"
8. "Stairway to Heaven"
9. "Moby Dick"
10. "Heartbreaker" (Takes)
11. "Whole Lotta Love"

## Ficha Técnica
- Jimmy Page - guitarras, vocal de apoio, produtor, Theremin
- Robert Plant - vocais, gaita(harmônica)
- John Paul Jones - baixo, teclados, mellotron
- John Bonham - bateria, percussão

### Outros
- Peter Grant – produtor executivo
- Eddie Kramer – engenheiro de som, mixagem
- Hipgnosis – arte

## Relançamento
Uma nova edição em DVD duplo foi lançado lançada em 2007. Esta nova edição trouxe 14 faixas, o que corresponderia à apresentação completa da banda na época, além de diversos extras. 

### Faixas do 2º DVD

#### Disco 1
1. Rock and Roll
2. Celebration Day
3. Black Dog (incluindo introd. "Bring It on Home")
4. Over the Hills and Far Away
5. Misty Mountain Hop
6. Since I've Been Loving You
7. No Quarter
8. The Song Remains the Same
9. The Rain Song
10. The Ocean

#### Disco 2
1. Dazed and Confused
2. Stairway to Heaven
3. Moby Dick
4. Heartbreaker
5. Whole Lotta Love